# Star Trek: Voyager: Elite Force
Star Trek: Voyager - Elite Force är ett datorspel (PC) baserat på TV-serien Star Trek: Voyager.
Det är stjärndatum 53854.7 och rymdskeppet USS Voyager har fastnat mitt i tomma rymden. Man spelar som Ensign Alexander eller Alexandria ("Alex") Munro och är med i en grupp som heter "Hazard Team". Spelet utspelar sig ombord på rymdskeppet och består av 46 banor.
Personer med i the Hazard Team:
- Ensign Alexander/Alexandria Munro
- Lt. Les Foster
- Crewman Telsia Murphy
- Crewman Austin Chang
- Crewman Rick Biessman
- Crewman Chell
- Crewman Juliet Jurot

Vapen i spelet:
- Phaser (Type-2)
- Phaser Compression Rifle (type-3 phaser rifle)
- I-MOD
- Scavenger Rifle
- Stasis Weapon
- Grenade Launcher
- Tetryon Pulse Disruptor
- Photon Burst
- Arc Welder/Dreadnought Weapon